# Trematosàurids
Els trematosàurids (Trematosauridae) constitueixen una nombrosa família de grans amfibis temnospòndils. Van aparèixer a l'Oleniokià del Triàsic inferior, i van perdurar fins al Carnià del Triàsic superior, tot i que aleshores ja havien esdevingut rars. Al Triàsic mitjà s'havien escampat per tot Lauràsia i Gondwana. S'han trobat restes fòssils a Europa, Àsia, Madagascar, i Austràlia. Els trematosàurids són una de les famílies més derivades de la superfamília dels trematosauroïdeus en tant que són l'única família amb hàbits de vida totalment marins. Van desenvolupar uns musells allargats i prims característics dels trematosàurids, amb alguns membres presentant uns rostrums similars als dels gavials actuals.